# Finne (Familienname)
Finne ist ein Familienname.

## Bedeutung
Finne ist ein Flurname.

## Namensträger
- Bård Finne (* 1995), norwegischer Fußballspieler
- Ferdinand Finne (1910–1999), norwegischer Maler, Grafiker, Theaterdekorateur und Schriftsteller
- Herbert Finne (1919–1999), deutscher Musiker
- Julie Finne-Ipsen (* 1995), dänische Badmintonspielerin